# ルーク・マカウン
- ルーク・マッコウン

ルーカス・パトリック・マカウン（Lucas Patrick McCown、1981年7月12日 - ）は、アメリカ合衆国テキサス州ジャクソンビル出身の元アメリカンフットボール選手。現役時代のポジションはクォーターバック（QB）。実兄は同じくNFLのQBだったジョシュ・マカウン。

## 経歴
ルイジアナ工科大学から2004年のNFLドラフトでクリーブランド・ブラウンズに指名されて入団した。その年4試合に先発出場したが、2005年のドラフト週間の4月24日にタンパベイ・バッカニアーズにトレードされた。
2005年は当初第3QBであったがその後第2QBに昇格した。
2006年、膝の前十字靭帯を負傷、この年の出場機会はなかった。
2007年の第13週、ニューオーリンズ・セインツ戦で先発QBのジェフ・ガルシアが負傷し急遽出場し、313ヤードを投げ2TDをあげる活躍を見せた。翌週のヒューストン・テキサンズ戦でもパス38回中25回成功、266ヤードを投げたがチームは敗れた。第16週、後半リリーフとして出場し185ヤードを投げ1インターセプト、プレーオフ出場権を確保した最終週に先発出場し236ヤード、2TD、1INTnの成績をあげた。2007年シーズン彼は5試合に出場し（3試合に先発出場）、1009ヤードを獲得、5TD、3INTの成績を残した。
2009年9月5日、2010年のドラフト指名権と引き換えにジャクソンビル・ジャガーズにトレードされた。
2010年、サンディエゴ・チャージャーズ戦でデビッド・ギャラードをリリーフし、パス19本中14本を成功し120ヤードを獲得したが試合終了間際にスクランブルした際に右膝を痛めた。MRI検査の結果、深刻な負傷であることが判明している。
2011年、開幕直前にエースQBのギャラードが解雇され、急遽先発QBに昇格したが開幕戦でパス24回中17回成功したもののタッチダウンを奪えず、第2週の試合ではパス19回中6回成功、59ヤード獲得、QBレイティング1.8にとどまった。このため第3週からは新人のブレイン・ギャバートに先発の座を奪われることとなった。
2012年6月、ニューオーリンズ・セインツと1年契約を結んだ。しかし8月27日のロースターカットで75人の中に残れず放出された。8月28日、クリス・レッドマンの代わりにアトランタ・ファルコンズと契約を結んだ。
2013年4月1日、ニューオーリンズ・セインツと1年契約を結んだ。2016年まで在籍したが、ドリュー・ブリーズのバックアッパーという立場であり、2016年シーズンは出場なく終わった。
2017年7月、ダラス・カウボーイズに加入。しかし、9月2日に放出された。
2018年4月20日、引退を表明した。

## 家族
兄のジョシュ・マカウンもNFLのQBとしてアリゾナ・カージナルス、オークランド・レイダース、シカゴ・ベアーズ等で先発出場を果たした。また別の兄のランディ・マカウンもテキサス農工大学等でQBとしてプレーした。

## 詳細情報

### 年度別成績

#### レギュラーシーズン
| 年度      | チーム    | 背 番 号  | 試合 | 試合 | パス         | パス         | パス         | パス         | パス             | パス         | パス         | パス          | ラン         | ラン         | ラン             | ラン         |
| 年度      | チーム    | 背 番 号  | 出場 | 先発 | 成功 回数    | 試投 回数    | 成功 確率    | 獲得 ヤード  | 平均 獲得 ヤード | TD           | Int          | レイテ ィング | 試行 回数    | 獲得 ヤード  | 平均 獲得 ヤード | TD           |
| --------- | --------- | --------- | ---- | ---- | ------------ | ------------ | ------------ | ------------ | ---------------- | ------------ | ------------ | ------------- | ------------ | ------------ | ---------------- | ------------ |
| 2004      | CLE       | 12        | 5    | 4    | 48           | 98           | 49.0         | 608          | 6.2              | 4            | 7            | 52.6          | 6            | 25           | 4.2              | 0            |
| 2005      | TB        | 12        | 0    | 0    | 試合出場なし | 試合出場なし | 試合出場なし | 試合出場なし | 試合出場なし     | 試合出場なし | 試合出場なし | 試合出場なし  | 試合出場なし | 試合出場なし | 試合出場なし     | 試合出場なし |
| 2006      | TB        | 12        | 0    | 0    | 試合出場なし | 試合出場なし | 試合出場なし | 試合出場なし | 試合出場なし     | 試合出場なし | 試合出場なし | 試合出場なし  | 試合出場なし | 試合出場なし | 試合出場なし     | 試合出場なし |
| 2007      | TB        | 12        | 5    | 3    | 94           | 139          | 67.6         | 1,009        | 7.3              | 5            | 3            | 91.7          | 12           | 117          | 9.8              | 0            |
| 2008      | TB        | 12        | 2    | 0    | 0            | 1            | 0.0          | 0            | 0.0              | 0            | 0            | 39.6          | 3            | 15           | 5.0              | 0            |
| 2009      | JAX       | 12        | 3    | 0    | 1            | 3            | 33.3         | 2            | 0.7              | 0            | 0            | 42.4          | 0            | 0            | 0.0              | 0            |
| 2010      | JAX       | 12        | 1    | 0    | 11           | 19           | 57.9         | 120          | 6.3              | 0            | 0            | 76.6          | 1            | 4            | 4.0              | 0            |
| 2011      | JAX       | 12        | 4    | 2    | 30           | 56           | 53.6         | 296          | 5.3              | 0            | 4            | 39.0          | 7            | 23           | 3.3              | 0            |
| 2012      | ATL       | 12        | 2    | 0    | 0            | 0            | 0.0          | 0            | 0.0              | 0            | 0            | 0.0           | 2            | -3           | -1.5             | 0            |
| 2013      | NO        | 7         | 16   | 0    | 0            | 1            | 0.0          | 0            | 0.0              | 0            | 0            | 39.6          | 3            | -4           | -1.3             | 0            |
| 2014      | NO        | 7         | 16   | 0    | 0            | 0            | 0.0          | 0            | 0.0              | 0            | 0            | 0.0           | 0            | 0            | 0.0              | 0            |
| 2015      | NO        | 7         | 8    | 1    | 32           | 39           | 82.1         | 335          | 8.6              | 0            | 1            | 91.8          | 0            | 0            | 0.0              | 0            |
| 2016      | NO        | 7         | 0    | 0    | 試合出場なし | 試合出場なし | 試合出場なし | 試合出場なし | 試合出場なし     | 試合出場なし | 試合出場なし | 試合出場なし  | 試合出場なし | 試合出場なし | 試合出場なし     | 試合出場なし |
| NFL：13年 | NFL：13年 | NFL：13年 | 62   | 10   | 216          | 356          | 60.7         | 2,370        | 6.7              | 9            | 15           | 71.3          | 34           | 177          | 5.2              | 0            |

- 2016年度シーズン終了時
- 太字は自身最高記録